# Копылов, Николай Филиппович
Николай Филиппович Копылов — советский военный врач, генерал-майор медицинской службы.

## Биография
Родился в 1902 году. Член КПСС.
В РККА с 1923 года.
Окончил Ленинградскую военно-медицинскую академию.
В 1940—1949 гг. — начальник Научно-исследовательского института эпидемиологии и гигиены Красной армии.
За разработку и внедрение в промышленность новых методов получения вакцин, бактериофагов и антибиотиков был как руководитель работы удостоен Сталинской премии за выдающиеся изобретения и коренные усовершенствования методов производственной работы 1948 года.
С 1952 года в отставке.
Умер после 1952 года в Москве.

## Награды
- Орден Ленина (1942, 1949)
- Орден Красного Знамени (1944)
- Орден Отечественной войны I степени (1945)